# Leone Carpi
Leone Carpi (Cento, 7 settembre 1810 – Roma, 19 gennaio 1898) è stato un economista, politico e giornalista italiano.

## Biografia
Nacque da Lazzaro in un'antica e prestigiosa famiglia della comunità ebraica di Cento, tra Ferrara e Bologna.
Nel 1849 fu un personaggio di spicco nella difesa della Repubblica Romana. Dopo la caduta di quest'ultima, andò in esilio.
Carpi fu il primo deputato ebreo eletto al Parlamento Italiano, dalla città di Ferrara. Alla fine del suo mandato, divideva il suo tempo tra Bologna e Roma, dove fu un collaboratore del giornale Il Popolo romano. Mise in luce le condizioni sociali e morali dell'Italia unita con le informazioni raccolte presso tutti gli uffici governativi.
Tra i suoi lavori vanno menzionati:
- Non più illusioni. Cenni sugli attuali avvenimenti italiani, Torino, 1860
- Del riordinamento amministrativo del Regno, Bologna, 1860
- Dell'Emigrazione Italiano all'Estero, nei Suoi Rapporti coll'Agricoltura, coll'Industria, e col Commercio, Firenze, 1871
- Delle Colonie e dell'Emigrazione degl'Italiani all'Estero nei Loro Rapporti coll'Agricoltura, Industria, e Commercio, Milano, 1874
- Statistica Illustrata dell'Emigrazione, Roma, 1878
- L'Italia Vivente, Studi Sociali, Milano, 1878
- Il Risorgimento Italiano: Biografie Storico-Politiche d'Illustri Italiani Contemporanei, Milano, 1884
- L'Italia all'Estero, Roma, 1887

Nel suo Dell'Emigrazione, riportò che circa 550.000 italiani vivevano in ciò che chiamò "colonie" dell'Italia all'estero. Quasi la metà di questi vivevano in Sud America, principalmente in Argentina, Uruguay, e Brasile meridionale. Il 9% vivevano in Nord America, principalmente negli Stati Uniti. Un altro terzo viveva nell'Europa transalpina e il 15% in Nord Africa, Grecia e Medio Oriente.
Il suo unico scritto relativo a tematiche ebraiche è Alcune Parole Sugli Israeliti in Occasione di un Decreto Pontificio d'Interdizione, Firenze, 1847.
Suo figlio Michelangelo Carpi (Bologna 1846-Firenze 1917) fu un celebre baritono, sepolto al reparto ebraico del Cimitero monumentale di Milano.